# La Pipopipette
La Pipopipette ou « jeu des petits carrés » est un jeu de société se pratiquant à deux joueurs en tour par tour.
Le jeu se joue traditionnellement sur du papier quadrillé ordinaire avec deux crayons de couleur différente, un pour chaque joueur. Il existe cependant aussi des versions commerciales et en jeu vidéo. À chaque tour, chaque joueur trace un petit trait suivant le quadrillage de la feuille. Le but du jeu est de former des carrés. Le gagnant est celui qui a fermé le plus de carrés.
Le joueur qui ferme un carré rejoue, ce qui peut aboutir à fermer de nombreux carrés à la suite lorsque se créent des couloirs. Devoir rejouer n’est cependant pas toujours avantageux, comme dans l’exemple présenté ci-contre, sur un plateau carré de quatre cases (neuf points). Le deuxième joueur (B) reproduit en miroir les coups du premier joueur, en espérant diviser le plateau en deux et égaliser la partie. Mais le premier joueur (A) fait un sacrifice au coup 7 ; B l’accepte, obtenant ainsi un carré. Cependant, B doit maintenant ajouter une autre ligne, et donc B relie le point central au point central droit, ce qui fait que les cases non marquées restantes sont réunies en chaîne (illustrées à la fin du coup 8). Au coup suivant, A obtient les trois et met fin à la partie en gagnant 3-1.

## Historique
En 1889, Édouard Lucas décrit le jeu dans son livre Jeux scientifiques pour servir à l'histoire, à l'enseignement et à la pratique du calcul et du dessin. Il en attribue la paternité à ses élèves de l'École polytechnique (dont Pipo est le surnom dans l’argot scolaire français).